# آناهیلت
آناهیلت (به انگلیسی: Annahilt) یک روستا در بریتانیا است که در شهرستان داون واقع شده‌است. آناهیلت ۱٬۱۴۸ نفر جمعیت دارد.